# Fellow Travelers (mini-série)
Fellow Travelers (litt. « Compagnons de route ») est une mini-série américaine en huit épisodes d'environ 56 minutes, créée par Ron Nyswaner et diffusée entre le 29 octobre et le 17 décembre 2023 sur Showtime, après leur mise en ligne deux jours plus tôt sur Paramount+. Elle s'inspire du roman éponyme de Thomas Mallon, évoquant les décennies de romance entre deux hommes durant la peur violette jusqu'à l'épidémie du SIDA aux États-Unis.
En France, elle est diffusée à partir du 18 janvier 2024 sur Canal+ et est disponible en SVOD sur MyCanal. Elle reste inédite dans tous les autres pays francophones.

## Synopsis
Cette série fait des allers-retours entre des événements se déroulant dans les années 1950 en plein maccarthysme et la propagation du SIDA dans les années 1980,,,.

## Distribution

### Acteurs principaux
- Matt Bomer (VF : Jérémy Bardeau) : Hawkins « Hawk » Fuller
- Jonathan Bailey (VF : Anatole de Bodinat) : Timothy « Tim » Laughlin
- Jelani Alladin (en) (VF : Baptiste Marc) : Marcus Gaines
- Linus Roache (VF : Nicolas Marié) : le sénateur Wesley Smith
- Noah J. Ricketts (VF : Yoann Sover) : Frankie Hines
- Allison Williams (VF : Barbara Beretta) : Lucy Smith

### Acteurs secondaires
- Will Brill (en) : Roy Cohn
- Chris Bauer (VF : Boris Rehlinger) : le sénateur Joseph McCarthy
- Matt Visser : David Schine (en)
- Christine Horne (VF : Ingrid Donnadieu) : Jean Kerr
- Erin Neufer : Mary Johnson
- Keara Graves (en) (VF : Juliette Poissonnier) : Miss Addison
- Chelsea Russell : Stormé
- Andy Milne : Andre
- David Tomlinson (VF : Clément Moreau) : Eddie Kofler
- Rosemary Dunsmore (VF : Pauline Larrieu) : Estelle
- Jane Moffat (VF : Anne Plumet) : Helen Smith
- Mike Taylor : Leonard Smith
- Michael Therriault (en) : Fred Treband
- Brittany Raymond : Kimberly Fuller, adulte
- Teagan Sellers (VF : Elsa Davoine) : Kimberly Fuller, adolescente

 Source et légende : version française (VF) sur RS Doublage

## Production

### Développement
En octobre 2021, Fremantle vient d'engager Nyanza Shaw et Jerry Jacobs qui supervisent le développement de l'adaptation du roman éponyme signé Thomas Mallon pour la chaîne Showtime. En avril 2022, Showtime a officiellement donné son feu vert à la série, avec le scénario écrit par Ron Nyswaner qui est également producteur exécutif et parmi les autres producteurs exécutifs figure Daniel Minahan qui réalise les deux premiers épisodes.

### Attribution des rôles
Parallèlement à l'annonce du feu vert en avril 2022, Matt Bomer produirait la série et y jouerait le rôle de Hawkins Fuller. Allison Williams rejoint la distribution en ce juin dans le rôle de Lucy Smith. En ce juillet, Jonathan Bailey joue aux côtés de Matt Bomer dans le rôle de Tim Laughlin.

### Tournage
Le tournage débute le 27 juillet 2022 à Toronto, et se termine le 9 décembre suivant.

### Fiche technique
Sauf indication contraire, les informations mentionnées dans cette section peuvent être confirmées par la base de données cinématographiques IMDb,  présente dans la section « Liens externes ».
- Titre originale et français : Fellow Travelers
- Création : Ron Nyswaner
- Réalisation : Uta Briesewitz, Destiny Ekaragha, James Kent et Daniel Minahan
- Scénario : Dee Johnson, Brandon K. Hines, Anya Leta, Ron Nyswaner, Robbie Rogers, Katie Rose Rogers et Jack Solomon
- Casting : Scotty Anderson et Avy Kaufman
- Musique : Paul Leonard-Morgan
- Direction artistique : Kelly Diamond, Jenn Luckas et Jack Ryan
- Décors : Ian Brock et Anastasia Masaro
- Costumes : Joseph La Corte
- Photographie : Simon Dennis et Ronald Plante
- Montage : Christopher Donaldson, Wendy Hallam Martin et Lara Johnston
- Production : Anya Leta
- Production exécutive : Matt Bomer, Dee Johnson, Ron Nyswaner et Robbie Rogers
- Coproduction : Richard J. Anobile, Lynda McKenzie, Katie Rose Rogers et Chris Shaw
- Sociétés de production : Fremantle, en copproduction avec  Blue Days Films, Off-Season Productions et Showtime Networks
- Sociétés de distribution : Showtime (États-Unis) ; Canal+ (France)
- Pays de production :  États-Unis
- Langue originale : anglais
- Format : couleur
- Genre : thriller politique
- Durée : 52 à 64 minutes
- Dates de sortie :
  - États-Unis : 29 octobre 2023 sur Showtime
  - France : 18 janvier 2024 sur Canal+

## Épisodes
1. Vous êtes formidable (You're Wonderful)
2. Intouchable (Bulletproof)
3. Frappe-moi (Hit Me)
4. Sur le grill (Your Nuts Roasting on an Open Fire)
5. Promets-moi de ne pas m'écrire (Promise You Won't Write)
6. Au-delà de toute mesure (Beyond Measure)
7. Nuits blanches (White Nights)
8. En douceur (Make It Easy)

## Accueil critique
Elle décrit la série comme romantique, sociétale, sexuelle et politique, mettant en avant un couple solide et des personnages secondaires attachants.
Le Parisien la présente comme une exploration bouleversante d'une relation toxique, offrant à la fois un portrait de société et une romance tumultueuse.
Franceinfo Culture la qualifie d'histoire historique et politique, avec une grande histoire d'amour sans pudeur, soulignant la profondeur des thèmes abordés.
Téléstar met en avant les performances de Matt Bomer et Jonathan Bailey, ainsi que l'adaptation du roman par Ron Nyswaner, qualifiant la série de tragiquement actuelle et haletante.
Le Monde la décrit comme impudique et sensuelle, avec une romance tragique et mélodramatique.
Les Inrockuptibles apprécient l'ampleur de la série, bien que certains estiment qu'elle aurait pu être plus resserrée, mettant en lumière les thèmes du maccarthysme et de l'assassinat de Harvey Milk.
Première note une hésitation initiale de la série entre l'importance des visages de l'Histoire et la dimension passionnelle des personnages, mais trouve finalement son équilibre.
Télécâble Sat Hebdo souligne la brillante narration de la rencontre et de la romance entre deux hommes dans un contexte politique hostile.
Télérama exprime un regret quant à la perte de densité narrative et à la dissolution de la complexité dans un mélo bâclé au fil du temps.
Dans l'ensemble, la série est acclamée pour ses performances d'acteurs, sa diversité de genres explorés et sa portée politique et historique, bien que certains critiques soulignent des défauts narratifs mineurs.

## Distinctions

### Récompenses
- Golden Tomato Awards 2023 : meilleure mini-série[14]
- Satellite Awards 2024 : meilleur acteur dans un second rôle dans une série télévisée pour Jonathan Bailey[15]

### Nominations
- Golden Globes Awards 2024[16],[17] :
  - Meilleure mini-série
  - Meilleur acteur dans une mini-série pour Matt Bomer
- Satellite Awards 2024[15] :
  - Meilleure mini-série
  - Meilleur acteur dans une mini-série pour Matt Bomer